# Ricardo Fernandes (Badminton)
Ricardo Fernandes (* 12. November 1972 in Funchal, Madeira) ist ein portugiesischer Badmintonspieler. 

## Karriere
Ricardo Fernandes nahm 1992 im Herrendoppel und -einzel an Olympia teil. In beiden Disziplinen unterlag er in seinem Auftaktmatch und wurde somit 17. im Doppel und 33. im Einzel. Bereits 1990 hatte er seinen ersten nationalen Titel errungen und war auch in Gibraltar und Israel erfolgreich. 1994 siegte er bei den Slovenian International, 1995 bei den Spanish International.

## Sportliche Erfolge
| Saison | Veranstaltung                   | Disziplin    | Platz | Name                                  |
| ------ | ------------------------------- | ------------ | ----- | ------------------------------------- |
| 1990   | Israel International            | Herrendoppel | 1     | Ricardo Fernandes / Marco Vasconcelos |
| 1990   | Gibraltar International         | Herreneinzel | 1     | Ricardo Fernandes                     |
| 1990   | Portugal: Einzelmeisterschaften | Herreneinzel | 1     | Ricardo Fernandes                     |
| 1990   | Portugal: Einzelmeisterschaften | Herrendoppel | 1     | Ricardo Fernandes / Marco Vasconcelos |
| 1991   | Portugal: Einzelmeisterschaften | Herreneinzel | 1     | Ricardo Fernandes                     |
| 1992   | Olympia                         | Herrendoppel | 17    | Ricardo Fernandes / Fernando Silva    |
| 1992   | Olympia                         | Herreneinzel | 33    | Ricardo Fernandes                     |
| 1993   | Portugal: Einzelmeisterschaften | Herreneinzel | 1     | Ricardo Fernandes                     |
| 1993   | Portugal: Einzelmeisterschaften | Herrendoppel | 1     | Fernardo Silva / Ricardo Fernandes    |
| 1994   | Slovenian International         | Herrendoppel | 1     | Fernando Silva / Ricardo Fernandes    |
| 1994   | Portugal: Einzelmeisterschaften | Herreneinzel | 1     | Ricardo Fernandes                     |
| 1994   | Portugal: Einzelmeisterschaften | Herrendoppel | 1     | Fernando Silva / Ricardo Fernandes    |
| 1995   | Spanish International           | Herreneinzel | 1     | Ricardo Fernandes                     |
| 1995   | Portugal: Einzelmeisterschaften | Herreneinzel | 1     | Ricardo Fernandes                     |
| 1995   | Portugal: Einzelmeisterschaften | Herrendoppel | 1     | Fernando Silva / Ricardo Fernandes    |
| 2003   | Portugal: Einzelmeisterschaften | Herrendoppel | 1     | Fernando Silva e Ricardo Fernandes    |